# Misje dyplomatyczne Libanu

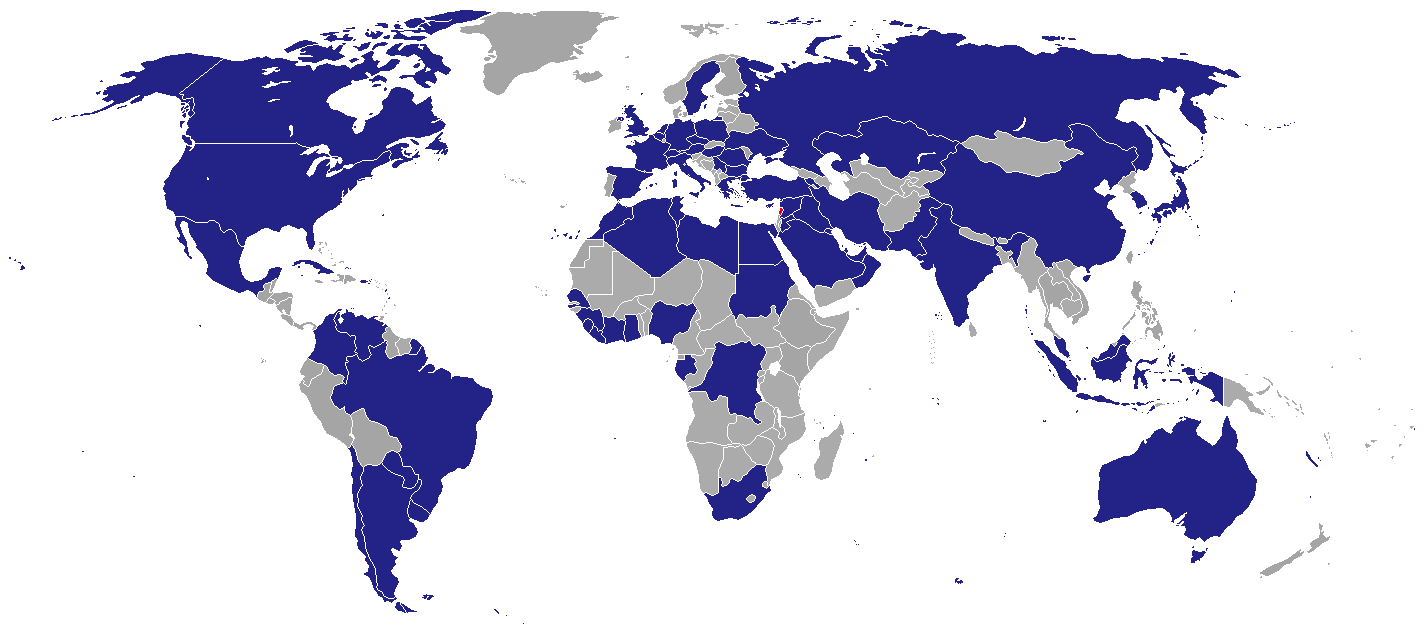
Kraje, w których Republika Libańska ma swoje przedstawicielstwa dyplomatyczne

Misje dyplomatyczne Libanu – przedstawicielstwa dyplomatyczne Republiki Libańskiej przy innych państwach i organizacjach międzynarodowych. Poniższa lista zawiera wykaz obecnych ambasad i konsulatów zawodowych. Nie uwzględniono konsulatów honorowych.

## Europa

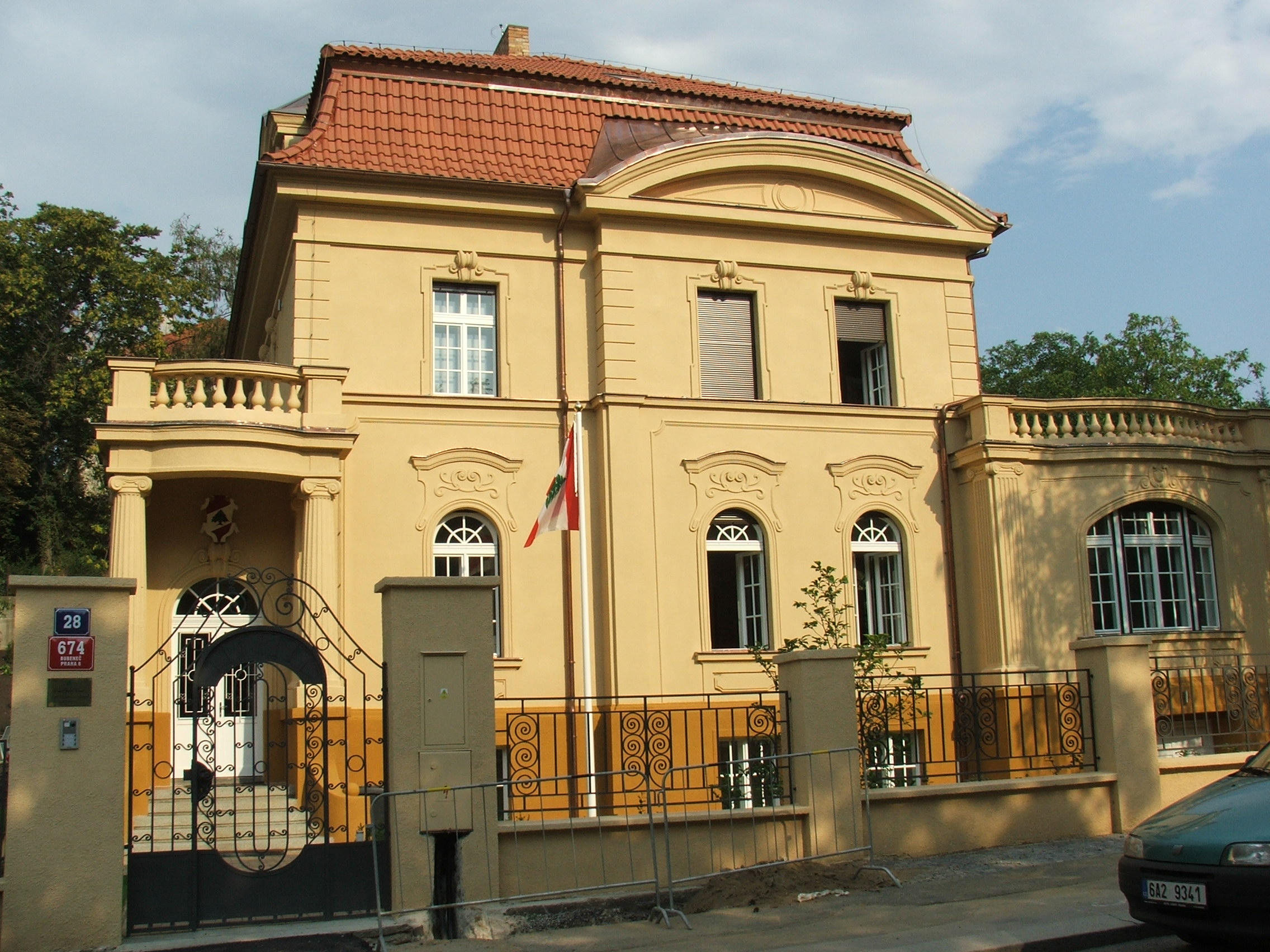
Ambasada Libanu w Pradze

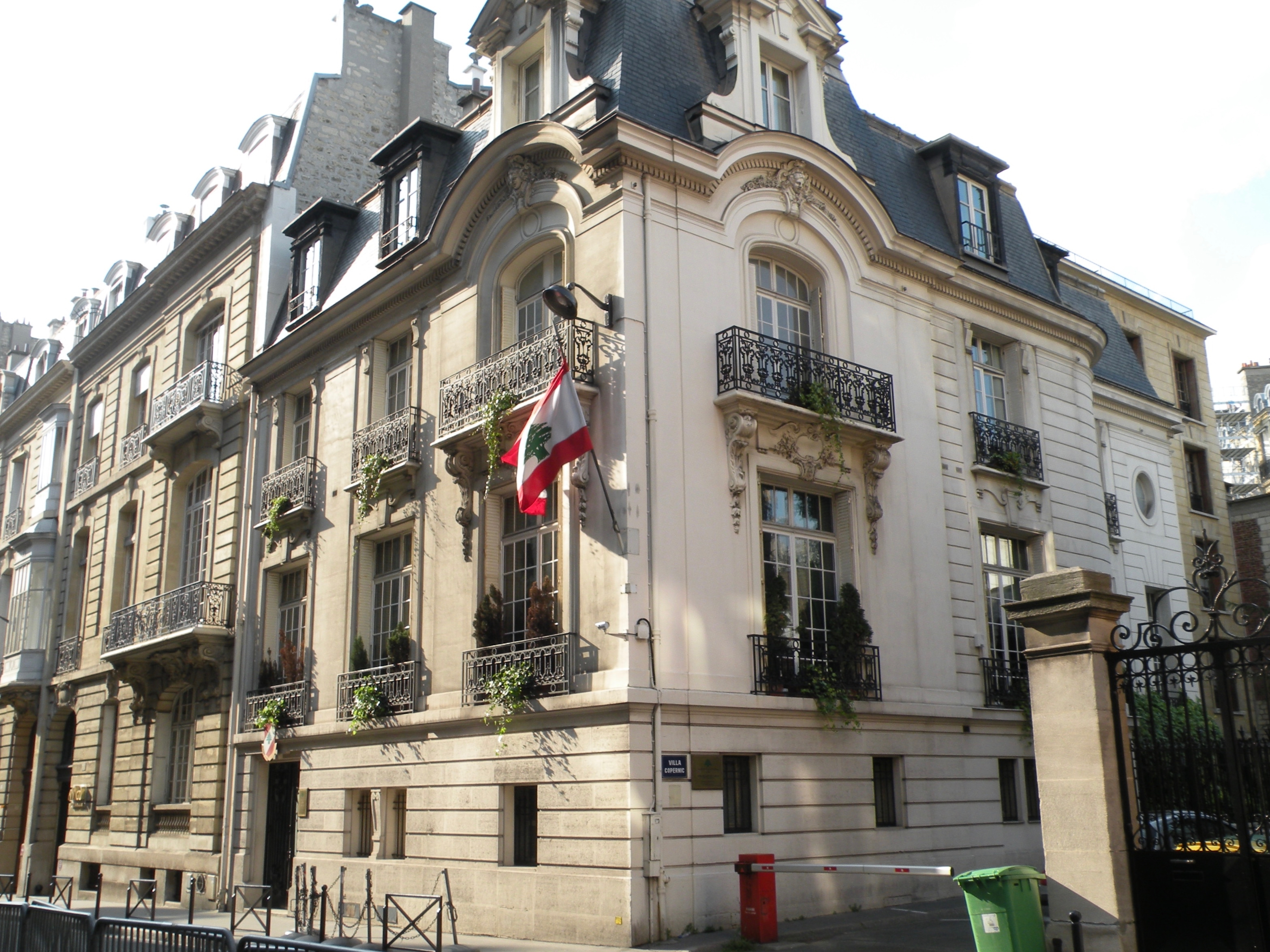
Ambasada Libanu w Paryżu

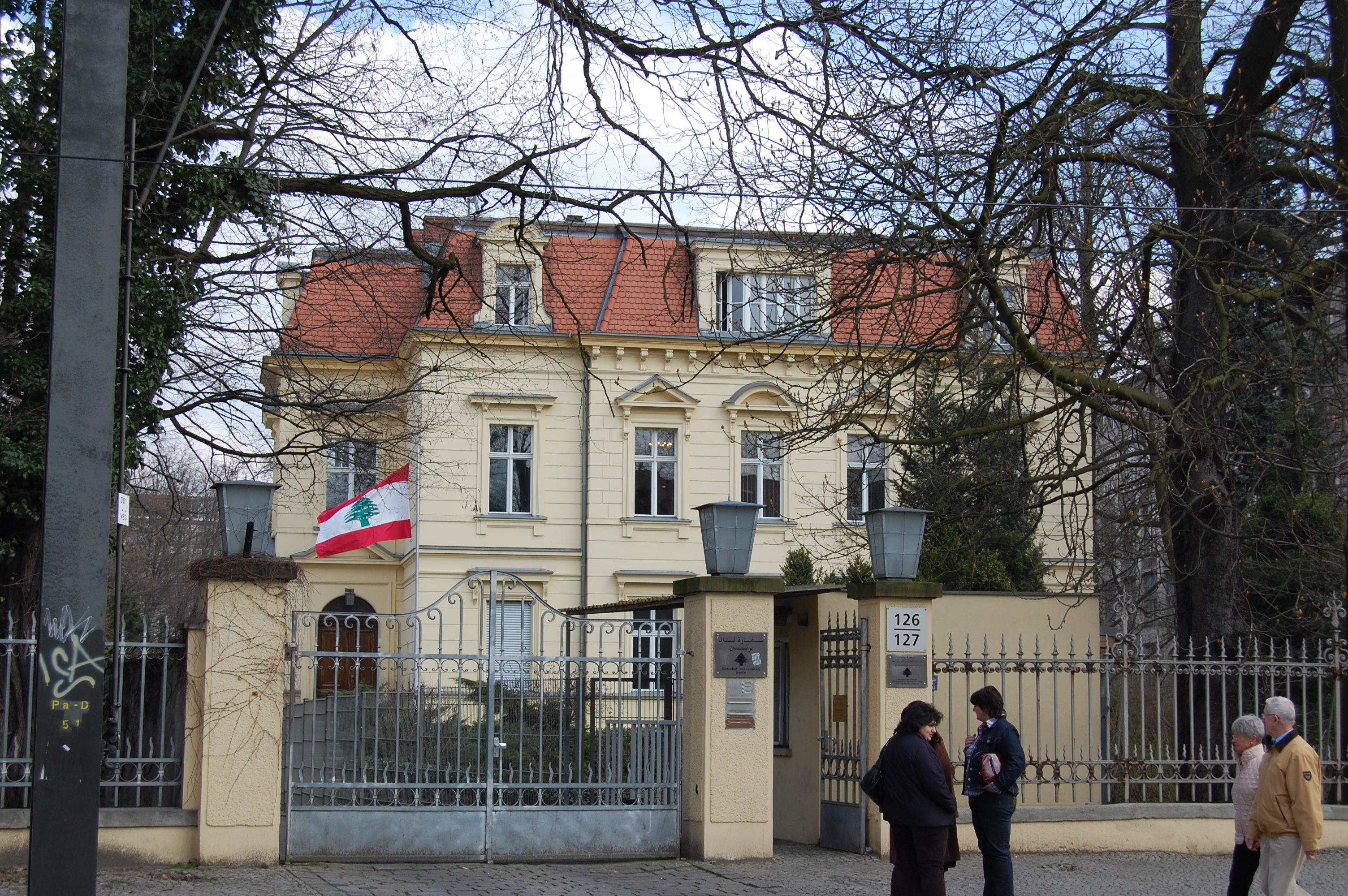
Ambasada Libanu w Berlinie

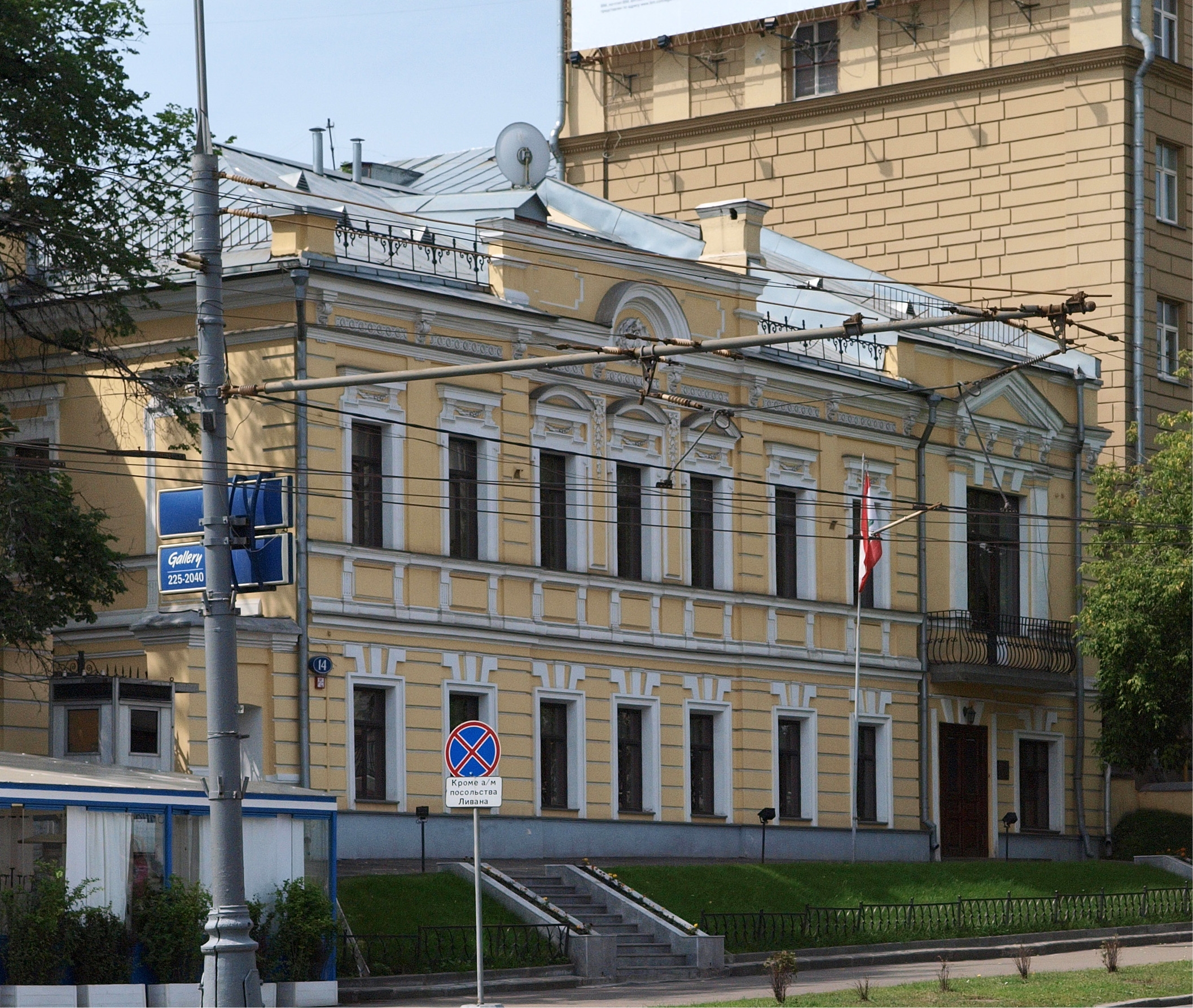
Ambasada Libanu w Moskwie

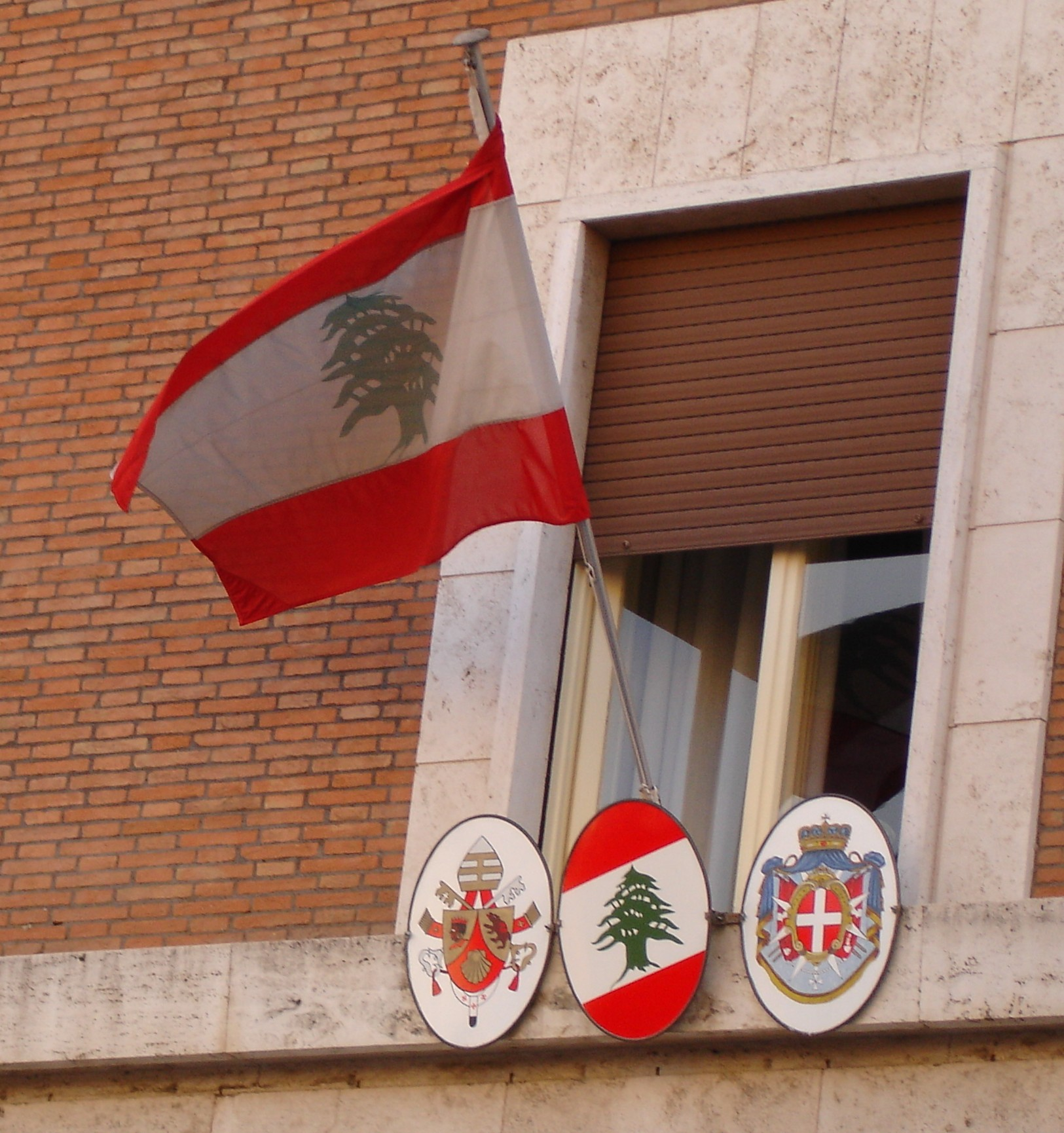
Ambasada Libanu przy Stolicy Apostolskiej w Rzymie

- Austria
  - Wiedeń (ambasada)
- Belgia
  - Bruksela (ambasada)
- Bułgaria
  - Sofia (ambasada)
- Cypr
  - Nikozja (ambasada)
- Czechy
  - Praga (ambasada)
- Francja
  - Paryż (ambasada)
  - Marsylia (konsulat generalny)
- Grecja
  - Ateny (ambasada)
- Hiszpania
  - Madryt (ambasada)
- Holandia
  - Haga (ambasada)
- Niemcy
  - Berlin (ambasada)
- Polska
  - Warszawa (Ambasada)
- Rosja
  - Moskwa (ambasada)
- Rumunia
  - Bukareszt (ambasada)
- Serbia
  - Belgrad (ambasada)
- Stolica Apostolska
  - Rzym (ambasada)
- Szwajcaria
  - Berno (ambasada)
- Szwecja
  - Sztokholm (ambasada)
- Turcja
  - Ankara (ambasada)
  - Stambuł (konsulat generalny)
- Ukraina
  - Kijów (ambasada)
- Węgry
  - Budapeszt (ambasada)
- Wielka Brytania
  - Londyn (ambasada)
- Włochy
  - Rzym (ambasada)
  - Mediolan (konsulat generalny)

## Ameryka Północna, Środkowa i Karaiby

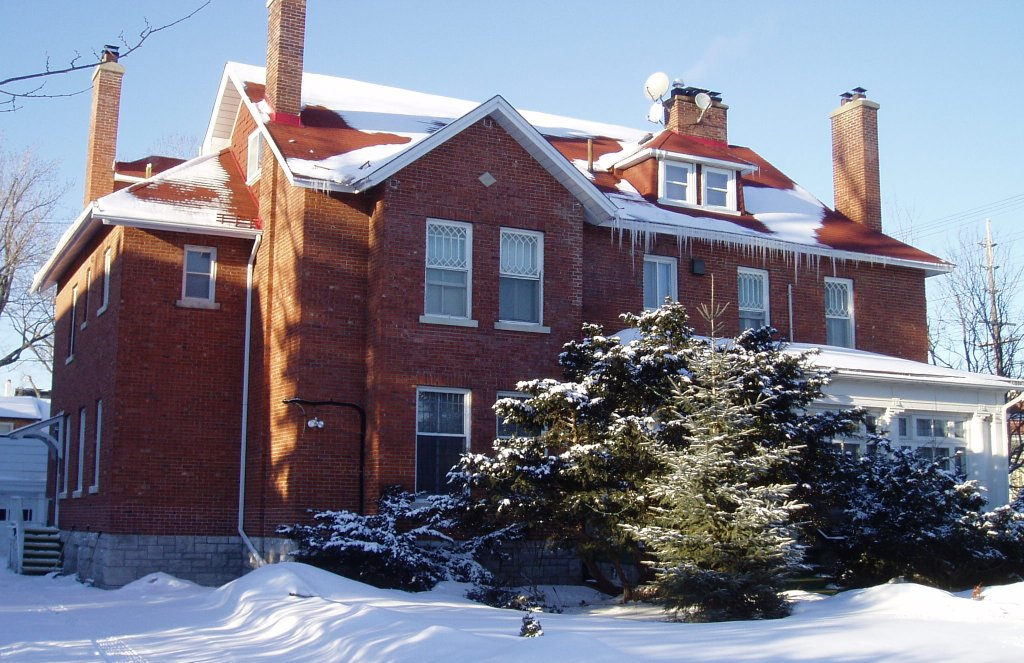
Ambasada Libanu w Ottawie

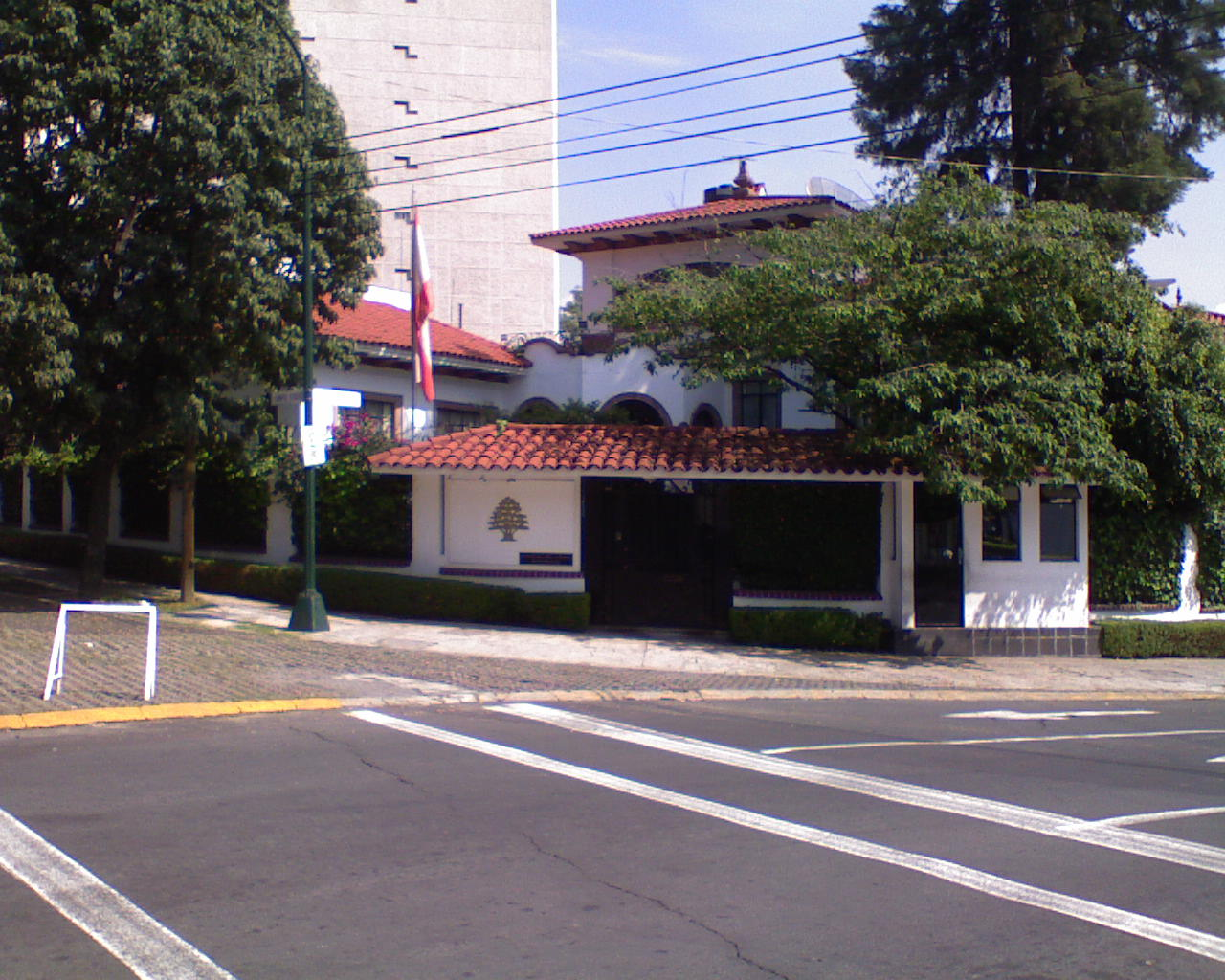
Ambasada Libanu w Meksyku

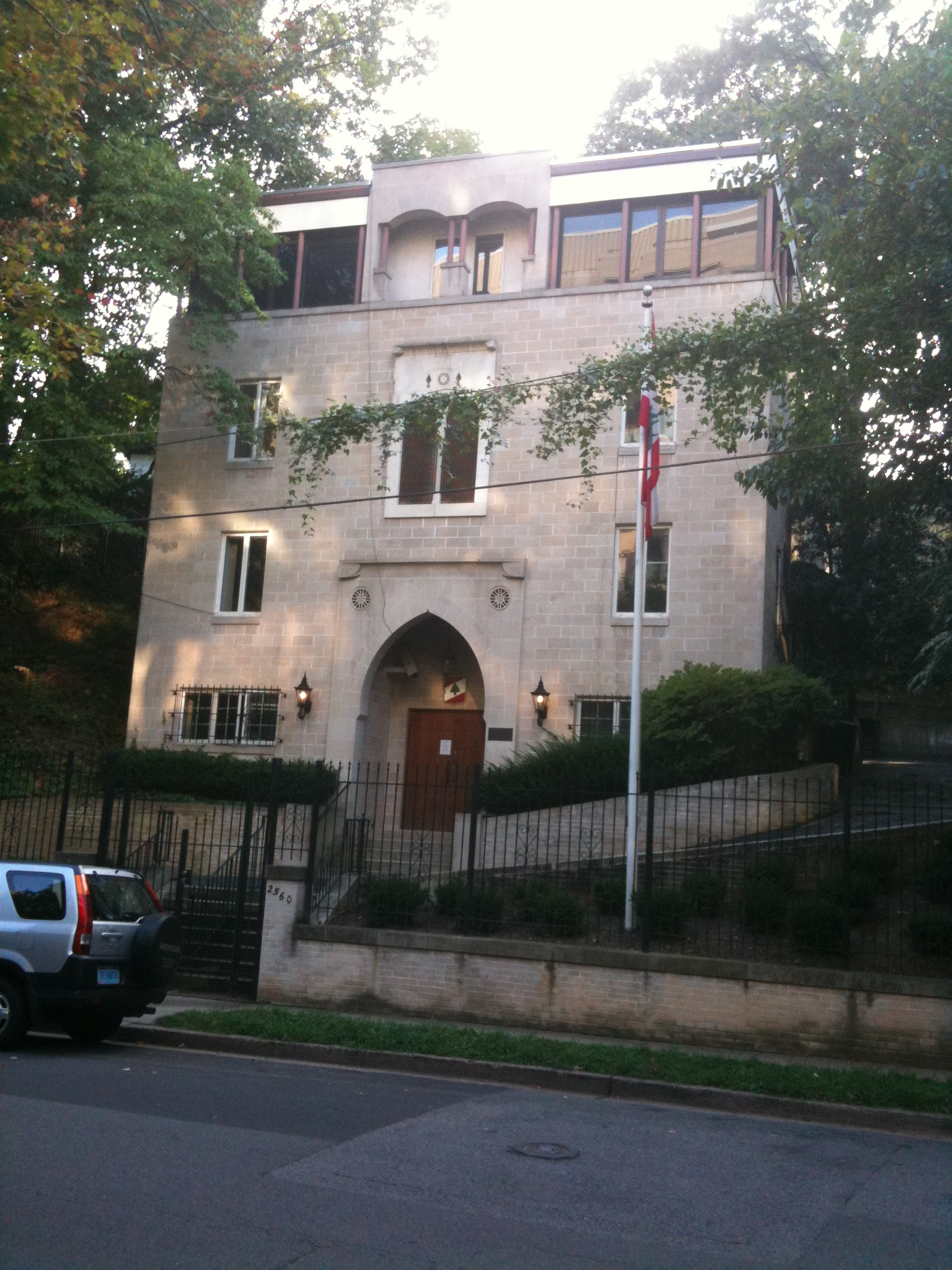
Ambasada Libanu w Waszyngtonie

- Kanada
  - Ottawa (ambasada)
  - Montreal (konsulat generalny)
- Kuba
  - Hawana (ambasada)
- Meksyk
  - Meksyk (ambasada)
- Stany Zjednoczone
  - Waszyngton (ambasada)
  - Detroit (konsulat generalny)
  - Los Angeles (konsulat generalny)
  - Nowy Jork (konsulat generalny)

## Ameryka Południowa
- Argentyna
  - Buenos Aires (ambasada)
- Brazylia
  - Brasília (ambasada)
  - Rio de Janeiro (konsulat generalny)
  - São Paulo (konsulat generalny)
- Chile
  - Santiago (ambasada)
- Kolumbia
  - Bogota (ambasada)
- Paragwaj
  - Asunción (ambasada)
- Urugwaj
  - Montevideo (ambasada)
- Wenezuela
  - Caracas (ambasada)

## Afryka
- Algieria
  - Algier (ambasada)
- Demokratyczna Republika Konga
  - Kinszasa (ambasada)
- Egipt
  - Kair (ambasada)
  - Aleksandria (konsulat generalny)
- Gabon
  - Libreville (ambasada)
- Ghana
  - Akra (ambasada)
- Gwinea
  - Konakry (ambasada)
- Liberia
  - Monrovia (ambasada)
- Libia
  - Trypolis (ambasada)
- Maroko
  - Rabat (ambasada)
- Nigeria
  - Abudża (ambasada)
  - Lagos (konsulat generalny)
- Południowa Afryka
  - Pretoria (ambasada)
- Senegal
  - Dakar (ambasada)
- Sierra Leone
  - Freetown (ambasada)
- Sudan
  - Chartum (ambasada)
- Tunezja
  - Tunis (ambasada)
- Wybrzeże Kości Słoniowej
  - Abidżan (ambasada)

## Azja

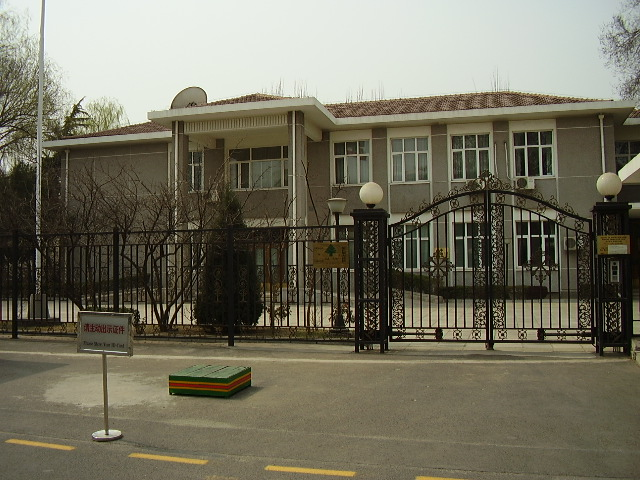
Ambasada Libanu w Pekinie

- Arabia Saudyjska
  - Rijad (ambasada)
  - Dżudda (konsulat generalny)
- Armenia
  - Erywań (ambasada)
- Bahrajn
  - Manama (ambasada)
- Chiny
  - Pekin (ambasada)
- Indie
  - Nowe Delhi (ambasada)
- Indonezja
  - Dżakarta (ambasada)
- Irak
  - Bagdad (ambasada)
- Iran
  - Teheran (ambasada)
- Japonia
  - Tokio (ambasada)
- Jemen
  - Sana (ambasada)
- Jordania
  - Amman (ambasada)
- Katar
  - Doha (ambasada)
- Kazachstan
  - Astana (ambasada)
- Korea Południowa
  - Seul (ambasada)
- Kuwejt
  - Kuwejt (ambasada)
- Malezja
  - Kuala Lumpur (ambasada)
- Oman
  - Maskat (ambasada)
- Pakistan
  - Islamabad (ambasada)
- Syria
  - Damaszek (ambasada)
- Zjednoczone Emiraty Arabskie
  - Abu Zabi (ambasada)
  - Dubaj (konsulat generalny)

## Australia i Oceania
- Australia
  - Canberra (ambasada)
  - Melbourne (konsulat generalny)
  - Sydney (konsulat generalny)

## Organizacje międzynarodowe
- ONZ
  - Nowy Jork – Stałe Przedstawicielstwo przy Organizacji Narodów Zjednoczonych
  - Genewa – Stałe Przedstawicielstwo przy Biurze Narodów Zjednoczonych i innych organizacjach
  - Paryż – Stałe Przedstawicielstwo przy UNESCO
- Liga Państw Arabskich
  - Kair – Stałe Przedstawicielstwo przy Lidze Państw Arabskich
- Unia Europejska
  - Bruksela – Misja przy Unii Europejskiej